# Parancistrocerus austrinus
Parancistrocerus austrinus är en stekelart som först beskrevs av Cresson 1872.  Parancistrocerus austrinus ingår i släktet Parancistrocerus och familjen Eumenidae. Inga underarter finns listade i Catalogue of Life.